# Kontz József
Örményszékesi Kontz József, Koncz (?, 18. század második fele – ?, 1828 után) színész, fordító.

## Élete
Pontos születési helye és ideje ismeretlen. 1788-ban Nagyváradon volt togás diák, 1790-ben tanárai ajánlására lett színész. 1792–1798 között a kolozsvári társulat alapító tagjai között szerepelt, majd Debrecenben és Nagyváradon játszott. 1795-ben 20 forint volt a fizetése. 1799-től 1801-ig tagja volt Kelemen László második társulatának. Losonci tönkremenetelük után visszatért Erdélybe, Kolozsváron és Marosvásárhelyen szerepelt. Később Magyarországra ment, 1816-ban Szegeden lépett fel. 1824-ben Kolozsváron 30 forint fizetésért működött mint a kolozsvári operaegylet súgója. 1827-ben Kilényi Dávid társulatában játszott. Részt vett velük az 1827–28-as évad magyarországi turnéján is. Neje Bajkó Teréz színésznő volt.
Több drámát fordított német nyelvből. A Félénk című 3 felvonásos vígjátékot Philipp Hafner után átdolgozta (előadták Debrecenben 1799. április 20., május 5., Kolozsvárott 1800. február, 1803. április 14., 1804. február 2., 1810. szeptember 11. és Marosvásárhelyt 1804. május 25.) 1816-ban románra fordította Csokonai Vitéz Mihály Békaegérharc című művét is.

## Főbb szerepei
- Oldenholm–Polonius (William Shakespeare–Friedrich Ludwig Schröder: Hamlet)
- Miller (Friedrich Schiller: Ármány és szerelem)
- Igazházi (Alois Friedrich von Brühl–Simai Kristóf: Igazházi)

## Műve
- Magyar játékszini almanák mely az 1827. esztendőben előadott játék-darabok neveit foglalja magába uj-esztendei ajándékul. Pest, 1828.